# Grækenlands håndboldlandshold (damer)
Grækenlands håndboldlandshold er det græske landshold i håndbold for kvinder som også deltager i internationale håndboldkonkurrencer. De reguleres af Omospondia Heirosfairiseos Ellados.
Håndboldlandsholdet deltog under Sommer-OL 2004, hvor de kom på en 10 plads.